# Шатунов, Юрий Михайлович
Юрий Михайлович Шатунов (род. 1943) — советский и российский физик, специалист в области ускорительной техники и физики пучков высоких энергий, член-корреспондент РАН (2008), лауреат премии имени В. И. Векслера (2012).

## Биография
Родился 5 сентября 1943 года.
В 1966 году окончил физический факультет Новосибирского государственного университета.
С 1963 года работает в Институте ядерной физики имени Г. И. Будкера РАН, заведующий научно-исследовательской лабораторией (Лаборатория 11) (с 1974 года), в настоящее время — главный научный сотрудник Института.
В 1988 году защитил докторскую диссертацию.
В 2008 году был избран членом-корреспондентом РАН.

## Научная деятельность
Автор около 300 научных работ.
Основные научные результаты:
- экспериментально доказано существование эффекта радиационной самополяризации электронов и позитронов высокой энергии в накопителях;
- исследована динамика движений спинов в ускорителях, выявлены и изучены спиновые резонансы, предложены и реализованы на практике методы быстрого и адиабатического их пересечения при ускорении поляризованных частиц;
- разработаны методы измерения степени поляризации пучков в накопителях;
- предложены и реализованы частичные и полные «Сибирские змейки» на сверхпроводящих соленоидах и спиральных магнитах;
- впервые использованы высокочастотные устройства для резонансной деполяризации пучка и когерентного переворота спинов; резонансная деполяризация применена для абсолютной калибровки средней энергии частиц, что открыло возможность прецизионных измерений масс целого ряда частиц на накопителях ВЭПП-2М и ВЭПП-4;
- проведено сравнение аномальных магнитных моментов электрона и позитрона на ВЭПП-2М с точностью 10-11, что являлось в то время наилучшей проверкой CPT-теоремы для лептонов;
- получена рекордная светимость на накопителе ВЭПП-2М — мировом поставщике информации о рождении адронов в области энергий 0,4 — 1,4 ГэВ. в течение 30 лет;
- разработана концепция «круглых пучков» и реализована в накопителе ВЭПП-2000;
- осуществлён успешный запуск ВЭПП-2000 в 2007 году и получена расчётная светимость.

Ведёт преподавательскую работу в Новосибирском государственном университете на кафедре физики ускорителей.

## Награды
- Государственная премия СССР в области науки и техники за 1989 год (в составе группы: Л.М. Барков, Л.М. Курдадзе, С.И. Мишнев, А.П. Онучин, В.В. Петров, И.Я. Протопопов, А.Н. Скринский, В.А. Сидоров, В.П. Смахтин, Ю.А. Тихонов, Г.М. Тумайкин, Ю.М. Шатунов) — за прецизионные измерения масс элементарных частиц на встречных электрон-позитронных пучках[4]
- Медаль ордена «За заслуги перед Отечеством» II степени (1999)[5]
- Заслуженный деятель науки Российской Федерации (2008)[6]
- Премия имени В. И. Векслера (совместно с И. А. Коопом, Е. А. Переведенцевым, за 2012 год)— за цикл работ «Установка с круглыми встречными электрон-позитронными пучками для прецизионного измерения адронных сечений в области энергий до 2 ГэВ»
- Медаль ордена «За заслуги перед Отечеством» I степени (2024)[7]